# Спіраль-поворот-спіраль

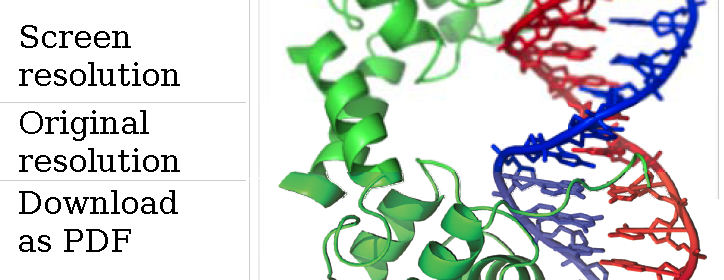
Репрессор λ лямбда бактеріофага використовує два мотиви спіралі-повороту-спіралі (зліва; зелений) для зв'язування ДНК (праворуч; синій та червоний). Репресорний білок λ на цьому зображенні є димером

У білках спіраль-поворот-спіраль (HTH) є головним структурним мотивом, здатним зв'язувати ДНК. Кожен мономер містить два спіралі α, з'єднані короткою ланцюгом амінокислот, які зв'язуються з основною канавкою ДНК. Мотив HTH зустрічається у багатьох білках, які регулюють експресію генів. Його не слід плутати з мотивом helix-loop-helix.

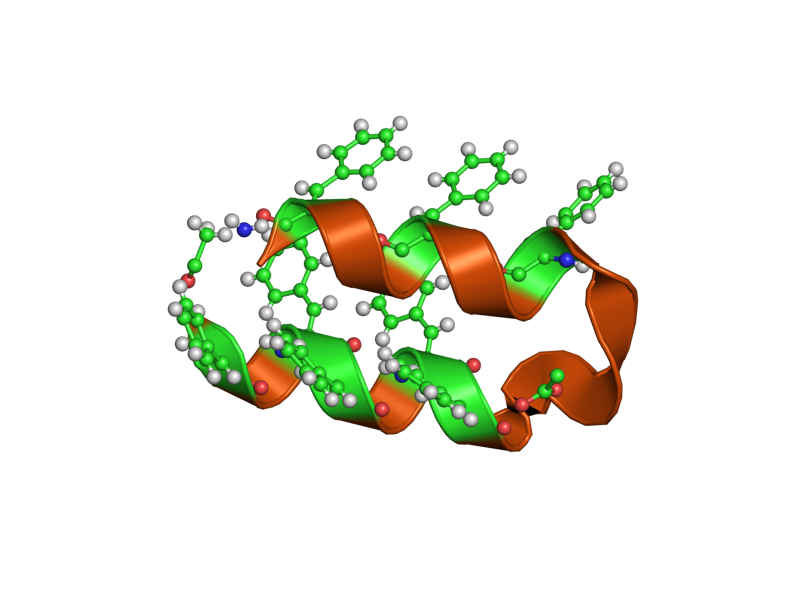

## Відкриття
Відкриття мотиву helix-turn-helix базувалося на подібності між декількома генами, що кодують регуляторні білки транскрипції з бактеріафага лямбда та кишкової палички: Cro, CAP та репресора λ, для яких було встановлено спільну 20-25 амінокислотну послідовність, полегшує розпізнавання ДНК.

## Функція
Мотив helix-turn-helix — це мотив, що зв'язує ДНК. Розпізнавання і зв'язування з ДНК білками helix-turn-helix здійснюється двома α-спіралями, один займає N-кінцевий кінець мотиву, а другий на C-кінці. У більшості випадків, наприклад, у репресора Cro, друга спіраль найбільше сприяє розпізнаванню ДНК, і тому її часто називають «спіраллю розпізнавання». Він пов'язується з основною канавкою ДНК через низку водневих зв'язків та різних взаємодій Ван-дер-Ваальса з відкритими базами. Інша спіраль α стабілізує взаємодію білка і ДНК, але не відіграє особливо сильної ролі в його розпізнаванні. Спіраль розпізнавання та її попередня спіраль завжди мають однакову відносну орієнтацію.

## Класифікація
Було зроблено кілька спроб класифікації мотивів спіраль-поворот-спіраль на основі їх структури та просторового розташування їх спіралей. Деякі основні типи описані нижче.

### Ді-спіраль
Мотив ді-спіраль-спіраль-поворот-спіраль — це найпростіший мотив helix-turn-helix. Фрагмент вбудованого гомеодомену, що охоплює лише дві спіралі і надзвичайно швидко утворюється незалежно від складності білка.

### Триспіральний
Приклад цього мотиву знаходимо в активаторі транскрипції Myb.

### Тетра-спіральний
Мотив тетра-спіральної спіралі-повороту-спіралі має додаткову С-кінцеву спіраль порівняно з три-спіральними мотивами. До них належать ДНК-зв'язуючий домен HTH типу LuxR, виявлений у факторах транскрипції бактерій, і мотив helix-turn-helix, знайдений у репресорах TetR. Також зустрічаються багатоспіральні версії з додатковими спіралями.

### Крилатий спіраль-поворот-спіраль
Крилатий мотив крила-повороту-спіралі (wHTH) утворений 3-спіральним пучком та 3-х або 4-х нитковим бета-аркушем (крилом). Топологія спіралей і ниток в мотивах wHTH може відрізнятися.

### Інші модифіковані мотиви спіралі-повороту-спіралі
Інші похідні мотиву helix-turn-helix включають домен, що зв'язує ДНК, знайдений у MarR, регулятор множинної стійкості до антибіотиків, який утворює крилату спіраль-поворот-спіраль з додатковою спіраллю C-кінцевою альфа.